# Abaeté
Abaeté est une ville brésilienne du centre de l'État du Minas Gerais.

## Généralités
La ville fut très prospère à l'époque de l'exploitation du diamant. Son économie s'est aujourd'hui recentrée sur la production de lait.

## Géographie
Abaeté se situe par une latitude de 19° 09' 36" sud et par une longitude de 45° 26' 45" ouest, à une altitude de 647 mètres.
Sa population était de 22 690 habitants au recensement de 2010. La municipalité s'étend sur 1 817 km2.
Elle fait partie de la microrégion de Três Marias, dans la mésorégion Centre du Minas.
La rivière Abaeté prend sa source dans la Serra da Marcella, coule du sud-ouest au nord-est et se jette, dans le São Francisco après un cours d'environ 700 km.